# Antiblemma restricta
Antiblemma restricta är en fjärilsart som beskrevs av Ronald Brabant 1911. Antiblemma restricta ingår i släktet Antiblemma och familjen nattflyn. Inga underarter finns listade i Catalogue of Life.